# 59号美国国道
59号美国国道（英語：U.S. Route 59）是一条南北方向的美国国道。该公路连接了德克萨斯州拉雷多和明尼苏达州基特逊县，全长1,911英里。